# Minerve-Riff
Das Minerve-Riff (französisch Recif de la Minerve), anderer Name Ebrill Reef, alter Name Bertero Island, ist ein Korallenriff im Südostpazifik, das geografisch zum Tuamotu-Archipel gezählt wird. Politisch gehört das Seegebiet zu Französisch-Polynesien. Das Minerve-Riff sollte nicht verwechselt werden mit den Minerva-Riffen, die zum Königreich Tonga gehören.
Auf modernen Karten wird die Position mit 22° 40' südlicher Breite und 133° 30' westlicher Länge angegeben. Die Entfernung zur nächsten bewohnten Insel, dem südwestlich gelegenen Mangareva, beträgt rund 150 km. Das Riff liegt 14 m unter dem Meeresspiegel und erstreckt sich in Ost-West-Richtung über rund 50 km. Nur in Ostnordost ragt ein überfluteter Fels ein wenig über die Wasseroberfläche.
Wahrscheinlich handelt es sich um dieselbe Formation, die der belgische Kaufmann, Abenteurer, Diplomat und Reiseschriftsteller Jacques-Antoine Moerenhout am 1. März 1829 auf seiner ersten Pazifik-Reise mit dem Schoner Volador entdeckt hatte. Er nannte sie „Bertero Island“ nach dem italienischen Arzt und Botaniker Carlo Bertero (1789–1831), mit dem er befreundet war.
Moerenhout hielt den sichtbaren Teil seiner Entdeckung für das vorgelagerte Korallenriff eines Atolls oder einer Insel und schreibt dazu:

„On March 1, 1829, tree days after having left Pitcairn, we saw an island which we believed to be that of Lord Hood and whose view consequently made a great impression on me, but we soon realized our error. The appearance of the island which we had in sight was truly horrible. The sea unrolled in frightful masses which increased in volume as it approached the land and then broke on the reef with a violence which reduced it to a spume thrown into the air like flakes of snow, seeming in turn to dissolve into light steam. […] The island is situated at 22° S. lat. and 135° 50´ W. long. It is evidently a new discovery. I called it Bertero Island in memory of a distinguished botanist who, after accompanied me in one of my voyages to Tahiti, lost his life on the return voyage.
Am 1. März 1829, drei Tage nachdem wir Pitcairn verlassen hatten, sahen wir eine Insel, von der wir glaubten, dass sie die von Lord Hood (Marutea Sud) sei. Deren Anblick machte großen Eindruck auf mich, aber bald erkannten wir unseren Irrtum. Das Erscheinungsbild der Insel, die wir sahen, war wirklich schrecklich. Die See rollte in fürchterlichen Brechern darüber, die noch anwuchsen, als sie auf die Landmasse trafen und dann brachen sie sich am Riff mit einer Gewalt, die alles in Gischt verwandelte, so dicht, als fielen Schneeflocken vom Himmel. Es schien, als würde sich alles in Dampf auflösen. […] Die Insel liegt bei 22° südlicher Breite und 135° 50' westlicher Länge. Es ist offensichtlich eine Neuentdeckung. Ich nannte sie Bertero Island in Erinnerung an einen berühmten Botaniker, der auf der Rückreise starb, nachdem er mich nach Tahiti begleitet hatte.“

Die Sailing Directions von 2017 geben als Position des Bertero-Riffes, das dort als „zweifelhaft“ eingestuft wird, mit 22° 02‘ Süd 133° 28‘ West an, was nahe der Position des Minerve-Riffes liegt, jedoch nicht exakt damit übereinstimmt.
Auf dem Weg von der südamerikanischen Küste nach Tahiti versuchte das britische Forschungsschiff  HMS Alert im Juli 1880 das Minerve-Riff aufzufinden, das angeblich etwa 60 Seemeilen  (111 km) nordöstlich von Mangareva liegen sollte. Obwohl Kapitän Sir George Nares, wie er angibt, viel Zeit mit der Suche verbrachte,  konnte er die Felsen nicht auffinden:

„On the 14th June, 1880, we bade adieu to the South-American coast and sailed for Tahiti, spending much time on the way in searching for the so-called Minerva Reef, which was reputed to exist some 60 miles to the north-east of Manga Reva, one of the Paumotu group.
Am 14. Juni 1880 verabschiedeten wir uns von der südamerikanischen Küste und machten uns auf den Weg nach Tahiti. Unterwegs verbrachten wir viel Zeit damit, nach dem sogenannten Minerva-Riff zu suchen, das angeblich etwa 60 Meilen nordöstlich von Manga Reva existiert, einem Mitglied der Paumotu-Gruppe.“

Den Namen „Ebrill Reef“ erhielt die Formation von dem britischen Sandelholz- und Perlenhändler Thomas Ebrill, der 1833 mehrere Inseln im Tuamotu-Archipel wiederentdeckte.